# Saint-Christol (Hérault)
Saint-Christol – miejscowość i dawna gmina we Francji, w regionie Oksytania, w departamencie Hérault. W 2013 roku populacja ówczesnej gminy wynosiła 1461 mieszkańców. 
W dniu 1 stycznia 2019 roku z połączenia dwóch ówczesnych gmin – Saint-Christol oraz Vérargues – powstała nowa gmina Entre-Vignes. Siedzibą gminy została miejscowość Saint-Christol. 